# 르엉쑤언쯔엉
르엉 쑤언 쯔엉(베트남어: Lương Xuân Trường, 梁春長, 1995년 4월 28일 ~ )은 베트남의 축구 선수로서 포지션은 중앙 미드필더이다. 현재 부리람 유나이티드 소속이다.
K리그 등록명은 쯔엉이다.

## 클럽 경력
호앙아인 잘라이의 유소년 팀을 거쳐 2015년 1군으로 데뷔하였다.
2015년 12월 28일 인천 유나이티드로의 2년 임대가 확정되어 베트남 선수 중 K리그에 진출한 첫 번째 선수가 되었다. 2016년 5월 22일 광주FC전에서 K리그 클래식 데뷔전을 치렀다.
2017 시즌을 앞두고 인천과의 임대 계약을 해지하고 강원 FC로 임대 이적하였다. 1월 9일 주한 베트남 대사관에서 공식 입단식을 하였다. 1월 10일 강원FC 의 1차 전지훈련지인 울산으로 이동하여 팀에 합류하였다.
이후 2019년, 타이 리그1의 부리람 유나이티드로 임대 이적했다.

## 등번호

### V리그
- 6 (2015년, 2018년 ~ 현재,  호앙아인 잘라이)

### K리그
- 60 (2016년,  인천 유나이티드)
- 28 (2017년,  강원 FC)

## 참고 자료
- 인천 유나이티드 미드필더 쯔엉의 한국 적응기 - 꼬렌 쯔엉